# Miroslav Vodovnik
Miroslav “Miran” Vodovnik (né le 11 septembre 1977 à Maribor) est un athlète slovène, spécialiste du lancer du poids. Il mesure 1,97 m pour 115 kg.
Avec un meilleur lancer à 20,76 m (record national fait à Thessalonique en 2006), il est aussi finaliste aux Championnats du monde à Berlin, avec 20,22 m en qualification puis 20,50 m en finale (8e), son meilleur lancer de la saison.

## Meilleures performances
- Poids de 6 kg : 18,23 m 	NJR 	 1 Nova Gorica 20 juillet 1996
- Poids : 20,76 m 	NR 	 1 	ECp-1	Thessalonique 17 juin 2006
  - en salle : 20,41 m 	NR 	 1 	Slovenska Bistrica 22 février 2006
- Disque : 53,61 m 	4 	ECCC-B	Maribor 29 mai 2004